# Triquis

## Triquis migrantes en el occidente.
“El contexto social de los pueblos originarios y afrodescendientes en México”
Contexto: 
Cuándo nos referimos a pueblos originarios hablamos de una cultura de pertenencia, como tal, tiene una historicidad que la antecede, ha creado sus propios simbolismos y prácticas sociales mediante usos y costumbres, en tanto los pueblos afrodescendientes pertenecen aquellas personas que sus antepasados tienen origen africano, pudiendo tener o no la nacionalidad mexicana.
El censo del Inegi en 2020 arrojó que dos de cada 100 personas se consideran afrodescendientes, lo que representa el 2.04% de la población total del país, más de dos millones 500 mil mujeres y hombres. En donde hay mayor presencia de estos pueblos se encuentran en los estados de Guerrero (6.5%), Oaxaca (4.9%) y Veracruz (3.3%), según el INALI, en México existen 11 familias lingüísticas, 68 pueblos originarios, que aportan una armonía que se produce al nombrar las más de 364 lenguas indígenas.
En 2020, en México viven 2,576,213 personas que se reconocen como afromexicanas y representan 2% de la población total del país. De los cuales el 50 % son mujeres y 50% hombres. 
| Nombre  | Lengua/s            | No. de habitantes | Lugares de residencia | Problemáticas sociales                                                                   |
| ------- | ------------------- | ----------------- | --------------------- | ---------------------------------------------------------------------------------------- |
| Triquis | Oto-mangue, Mixteco | 20,444 habitantes | Oaxaca                | Falta de maquinarias, deficiencias higiénicas y la propagación de enfermedades curables. |

Orígenes:
El nominativo triqui es una deformación del vocablo driqui, proveniente de la lengua triqui, compuesto por dri, derivado de dre: "padre", y qui: "grande" o "superior". Este término era usado para nombrar a los jefes de los clanes, y posteriormente se generalizó a todo su grupo. Los triquis de Copala se llaman a sí mismos Tinujei que significa "hermano mío".
Situación actual:
De acuerdo con Horacio Santiago, vocero del Movimiento de Unificación de Lucha Triqui Independiente (MULTI), son 143 familias que desde el 26 de diciembre fueron obligadas a dejar su comunidad por la violencia que desde hace décadas se mantiene en la región triqui de Oaxaca.
“Es por eso que las personas ya están hartas, de hecho, tuvimos un plantón en la Ciudad de México desde esas fechas ahorita ya llevamos seis meses y pues el hecho de vivir en la calle estar en la lluvia y el sol pues eso ya generó hartazgo. la gente ya quiere regresar a su pueblo".
La violencia política y social de la zona llamada Tierra Blanca ha llegado a su punto límite luego de los asesinatos de dos profesores, ambos militantes del movimiento, el pasado 28 de junio, los cuales fueron condenados también por el Instituto Nacional de los Pueblos Indígenas (INPI) de México.